# Штольц, Тереза
Тереза Штольц (Штольцова; чеш. Tereza Stolzová; (2 июня 1834, Костелец-на-Эльбе, Богемия, Австрийская империя — 22 августа 1902, Милан) — австрийско-чешская-итальянская оперная певица (сопрано), одна из ярчайших оперных певиц второй половины XIX века.
Воспитанница итальянской оперной школы, ученица Л. Риччи и Ф. Ламперти, дебютировала в 1857 году в составе итальянской труппы в Тифлисе. В 1863 исполнила с успехом партию Матильды в «Вильгельме Телле» (Болонья). В 1865—1879 — солистка театра «Ла Скала». В 1867 по предложению Верди исполнила партию Елизаветы в итальянской премьере «Дон Карлоса» в Болонье. Получила признание как одна из лучших вердиевских певиц. На сцене Ла Скала пела партии Леоноры в «Силе судьбы» (1869, премьера 2-й редакции), «Аиды» (1871, 1-я постановка в Ла Скала, под управлением автора). Участница мировой премьеры «Реквиема» Верди (1874, Милан). Среди других партий — Алиса в «Роберте-Дьяволе» Мейербера, Рахиль в «Жидовке» Галеви.
Тереза Штольц была любовницей, а затем официальной женой директора театра и композитора Анджело Мариани. Однако из-за разногласий они расстались в 1871 году.